# 아이치 국제 방송
아이치 국제방송은 일본에 존재했던 FM라디오 방송국으로 주쿄광역권 및 시즈오카현의 외국어 방송구역인 나고야시·세토시·도요타시·오카자키시·도코나메시(주부 국제공항포함)·도요하시시·시즈오카현 하마마쓰시에서 방송을 실시했었다.
2000년 4월 1일 개국했으며 2010년 9월 30일 자정을 기점으로 폐국하였다. 애칭은 RADIO-i, 콜사인은 JOGW-FM이었다.

## 연혁
- 1999년 8월 10일 - 아이치 국제 방송 주식 회사 설립
- 2000년 4월 1일 오전 6시에 개국
- 2000년 9월 1일 - 도요하시, 하마마쓰 중계국 가동 개시
- 2008년 8월 - 모든 주식이 코와주식회사에 매각되면서 코와주식회사의 자회사가 된다.
- 2010년 1월 1일 새벽 1시부터 1월 11일 새벽 2시까지 일부시간을 제외한 대부분의 방송시간 동안 대규모 개편을 위해 음악방송만 실시
- 2010년 1월 11일 대규모 프로그램 개편 실시
- 2010년 9월 30일 폐국

## 주파수
- 나고야 방송국 79.5MHz(5kw)
- 도요하시 중계국 83.0MHz(50w)
- 하마마쓰 중계국 79.9MHz(100w)

## 보충서술
- 일본에서 51번째로 개국한 민영 FM방송국으로 영어 이외에도 중국어, 타갈로그어, 스페인어, 한국어, 포르투갈어 등 여러 국가의 언어로 제작된 프로그램도 방송하고 있었다.
- 위에 서술한 청취지역 외에도 기후현과 미에현의 일부 지역에서도 들을 수 있었다고 한다.
- 창립 초기부터 이어진 누적적자(2010년 3분기까지 28억 8400 만엔)와 모기업인 주식회사 코와의 사업개편으로 인해 2010년 6월 15일 같은 해 9월 30일을 기점으로 방송을 중단하기로 선언하면서 폐국되었으며 이 방송국이 폐국되면서 지역공동체 소출력 방송국을 제외한 일본의 텔레비전-라디오 방송국 중 개국한 이후 폐국되는 첫 번째 사례로 기록되었다.
- 마지막 방송을 실시한 2010년 9월 30일에는 오전 7시부터 자정까지 아이치 국제방송에 있는 모든 DJ들이 출연한 RADIO - i The Final Day 'SAYONARA MIDLAND』~ LOVE RADIO! FOREVER MUSIC!이라는 이름의 폐국 특별 프로그램을 방송했으며 이 날 밤 11시 59분 마지막 콜사인 고지를 실시한 뒤 자정을 기점으로 방송을 종료한 뒤 2분 뒤에 완전히 정파했다.
- 2010년 9월 6일 사원 일부가 이 방송국의 특징을 계승한 인터넷 방송국 RADIO iSCAPE 설립을 발표하였고 10월 1일부터 방송을 시작하였다.
- 이 방송국이 폐국 된지 4년 후인 2014년 4월 1일 FM인터웨이브의 지국인 InterFM NAGOYA가 개국해 외국어 방송을 다시 시작했으며 이후 InterFM NAGOYA의 방송국 면허를 승계받는 형태로 Radio NEO가 개국하여 아이치 현의 MegaNet 네트워크 담당을 계승하였으나 경영난을 이유로 2020년 6월 30일 정오를 기해서 폐국했다.

## 아이치현에 있는 다른 방송국

### 텔레비전 방송국
- NHK 나고야 방송국(라디오 겸영)
- 도카이 TV(THK)(후지 TV계열)
- 주쿄 TV 방송(CTV)(니혼 TV 계열)
- 주부닛폰 방송(CBC)(TV는 도쿄 방송 계열, 라디오는 JRN 계열)
- 나고야 TV 방송(NBN)(TV 아사히 계열)
- TV 아이치(TVA)(TV 도쿄계열, 아이치현만 방송구역)

### 라디오 방송국
- 도카이 라디오 방송(SF)(NRN 계열, 기후현·미에현도 방송구역에 포함)
- FM아이치(JFN 계열, 아이치현만 방송구역)
- ZIP-FM(JAPAN FM LEAGUE 계열, 아이치현만 방송구역)